# Slag bij Ad Decimum

Overzicht van de Slag bij Ad Decimum

De Slag bij Ad Decimum vond plaats in september 533, tussen het leger van de Oost-Romeinse keizer Justinianus, aangevoerd door zijn generaal Belisarius en de Vandaalse legerscharen van koning Gelimer. De slag werd door de Byzantijnen gewonnen.

## Achtergrond
Keizer Justinianus wilde zich er niet bij neerleggen dat hij in het westen van het Romeinse Rijk feitelijk geen macht had. De keizerlijke schatkist was bij aanvang van zijn regeerperiode rijkelijk gevuld als gevolg van het zuinige beleid van zijn voorganger, en dit maakte het mogelijk om zijn plan uit te voeren om de verloren gebieden te heroveren. Hij zag aanleiding het Vandaalse Rijk in Africa aan te vallen, toen Hilderik, de oudste nakomeling van Geiserik, en door geboorte nauw verwant aan de vroegere keizerlijke familie, door Gelimer werd afgezet. Deze Gelimer gedroeg zich zeer onverdraagzaam tegen de katholieke Romeinse bevolking, nog een andere reden om te interveniëren.
In juni 533 vertrok er een vloot bestaande uit ruim 500 vrachtschepen en 92 galeien, dromonen genaamd uit Constantinopel. Aan boord bevonden zich 10.000 soldaten, deels geregelde troepen, comitatenses en aangevuld met Germaanse hulptroepen, foederati. Dit leger werd aangevoerd door generaal Belisarius.

## De slag
Belisarius landde met zijn expeditieleger op de Afrikaanse kust en trok op tegen de Vandalen. Bij de zogenaamde Ad decimum, de tiende mijlpaal ten zuiden van Carthago, dicht bij het tegenwoordige Tunis raakte hij in gevecht met het Vandaalse leger dat overtuigend door Belisarius verslagen werd. De Vandalen trokken zich terug en werden achtervolgd door de Byzantijnen. Spoedig zou er een tweede treffen plaatsvinden bij Tricameron.